# Rifargia apella
Rifargia apella är en fjärilsart som beskrevs av William Schaus 1892. Rifargia apella ingår i släktet Rifargia och familjen tandspinnare. Inga underarter finns listade.